# Кросс, Марсия
Марси́я Энн Кросс (англ. Marcia Anne Cross; род. 25 марта 1962, Марлборо, Массачусетс) — американская телевизионная актриса, наиболее известная по роли доктора Кимберли Шоу в мыльной опере «Мелроуз Плейс» (1992—1997), Бри Ван де Камп в сериале «Отчаянные домохозяйки» (2004—2012) и Клер Хаас в сериале «Куантико» (2015—2017).

## Биография
Марсия Энн Кросс родилась 25 марта 1962 года в Марлборо, штат Массачусетс, в семье Марка (1923—2021) и Джанет Кросс. Имеет двух сестёр, её сестра Элен Кросс — автор и исполнитель собственных песен.
Кросс дебютировала на телевидении в 1984 году в дневной мыльной опере «На пороге ночи». Затем она переехала из Нью-Йорка в Лос-Анджелес, где начала сниматься в небольших ролях в телевизионных фильмах. В 1986 году она присоединилась к актёрскому составу мыльной оперы «Одна жизнь, чтобы жить», в котором снималась до 1987 года. В 1991 году Кросс прорвалась в прайм-тайм с небольшой ролью в сериале «Тихая пристань».
Известность Кросс принесла роль сумасшедшего доктора Кимберли Шоу в прайм-тайм мыльной опере Аарона Спеллинга «Мелроуз Плейс». Первоначально продюсеры сериала пригласили актрису только для участия в одном эпизоде, однако позже решили включить Кросс в основной состав. После того, как персонаж Кросс был убит в пятом сезоне, её карьера пошла на спад, и она в основном появлялась в эпизодах телесериалов, таких как «Сайнфелд», «Спин-Сити», «Элли Макбил» и «C.S.I.: Место преступления». В 2003 году она получила роль второго плана в сериале «Эвервуд», в котором снималась в течение сезона. Кросс никогда не снималась в кино, её первая и единственной роль на большом экране, не считая пары низкобюджетных лент, была в независимом триллере 1990 года «Дурное влияние».
В 2004 году она выиграла у множества других актрис роль Бри Ван де Камп в сериале «Отчаянные домохозяйки». Проект стал очень успешен как в США, так и в мире и стал самым крупным в карьере актрисы. В 2005 году она получила номинацию на премию «Эмми», однако проиграла Фелисити Хаффман, а также трижды номинировалась на «Золотой глобус», но каждый раз проигрывала своим конкуренткам. Шоу завершилось в мае 2012 года после восьми сезонов. Вместе с завершением шоу, Кросс решила сделать паузу и в карьере, сконцентрировавшись на воспитании детей.
В 2015 году Кросс вернулась на телевидение, появляясь в эпизоде «Закон и порядок: Специальный корпус», а после взяла на себя второстепенную роль в «Куантико».

## Личная жизнь
С 1985 по 1993 год Кросс состояла в отношениях с актёром Ричардом Джорданом (1937—1993).
С 24 июня 2006 года Кросс замужем за брокером Томом Махони. У супругов есть дочери-близнецы — Саванна Махони и Иден Махони (род. 20 февраля 2007).

### Болезнь
В 2010 году у мужа Кросс был диагностирован рак. В ноябре 2017 года уже у самой Кросс был диагностирован рак анального канала во время ежегодного осмотра у гинеколога. Доктор Кросс провёл цифровое ректальное исследование и направил её к колоректальному хирургу. После двух биопсий, врачи подтвердили диагноз Кросс, после чего она начала проходить шестинедельный курс радио- и химиотерапии. После трёх месяцев лечения, Кросс решила поделиться своей историей публично и начала с поста в «Instagram», в котором попросила совета по борьбе с выпадением волос от рака, и, в конце концов, рассказала о болезни. После лечения у Кросс наступила ремиссия.

## Избранная фильмография
| Год       |     | Русское название                      | Оригинальное название                         | Роль                            |
| --------- | --- | ------------------------------------- | --------------------------------------------- | ------------------------------- |
| 1984      | с   | На пороге ночи                        | The Edge of Night                             | Лиз Корелл                      |
| 1985      | тф  | —                                     | Brass                                         | Виктория Уиллис                 |
| 1986      | тф  | Последние дни Фрэнка и Джесси Джеймса | The Last Days of Frank and Jesse James        | Сара Хайт                       |
| 1986      | с   | Другой мир                            | Another World                                 | Таня                            |
| 1986      | с   | Сказки тёмной стороны                 | Tales from the Darkside                       | Мэри Олкотт                     |
| 1986      | тф  | —                                     | George Washington II: The Forging of a Nation | Энн Бингхем                     |
| 1986      | тф  | —                                     | Pros & Cons                                   | Линн Эрскин                     |
| 1986—1989 | с   | Одна жизнь, чтобы жить                | One Life to Live                              | Кейт Сандерс                    |
| 1988      | с   | —                                     | Almost Grown                                  | Лесли Фоли                      |
| 1989      | с   | Это шоу Гарри Шендлинга               | Almost Grown                                  | Кристин                         |
| 1989      | с   | Весёлая компания                      | Cheers                                        | Сьюзан Хоу                      |
| 1989      | тф  | Это временно                          | Just Temporary                                | Эми                             |
| 1989      | с   | Букер                                 | Booker                                        | Шерри Бинфорд                   |
| 1989      | с   | Кто здесь босс?                       | Who’s the Boss?                               | Келли                           |
| 1989      | с   | Доктор, доктор                        | Doctor Doctor                                 | Лесли Нортон                    |
| 1990      | с   | Квантовый скачок                      | Quantum Leap                                  | Стефани Хейвуд                  |
| 1990      | ф   | Дурное влияние                        | Bad Influence                                 | Рут Филдинг                     |
| 1990      | тф  | Шторм и печаль                        | Storm and Sorrow                              | Марти Хой                       |
| 1991      | с   | Джейк и толстяк                       | Jake and the Fatman                           | Маркл Террел                    |
| 1991      | с   | За и против                           | Pros and Cons                                 | Линн                            |
| 1991—1992 | с   | Тихая пристань                        | Knots Landing                                 | Виктория Бройард                |
| 1992      | с   | Она написала убийство                 | Murder, She Wrote                             | Маркл Боуман                    |
| 1992      | с   | Голова Германа                        | Herman’s Head                                 | принцесса Джиллиан              |
| 1992—1997 | с   | Мелроуз-Плейс                         | Melrose Place                                 | Кимберли Шоу                    |
| 1993      | с   | Ворон                                 | Raven                                         | Карла Деллатори                 |
| 1994      | тф  | —                                     | M.A.N.T.I.S.                                  | Лайла Макьюэн                   |
| 1995      | с   | Правосудие Берка                      | Burke’s Law                                   | Лесли Долан                     |
| 1995      | кор | —                                     | Ripple                                        | Эли                             |
| 1995      | тф  | День матери                           | Mother’s Day                                  | Дениз                           |
| 1996      | ф   | Женская извращенность                 | Female Perversions                            | Бет Стивенс                     |
| 1996      | тф  | —                                     | All She Ever Wanted                           | Рейчел Стокман                  |
| 1997      | ф   | Всегда говори «До свидания»           | Always Say Goodbye                            | Энн Кидуэлл                     |
| 1997      | с   | Сайнфелд                              | Seinfeld                                      | доктор Сара Ситарайдс           |
| 1998      | тф  | Земля под прицелом                    | Target Earth                                  | Карен Макафи                    |
| 1999      | с   | За гранью возможного                  | The Outer Limits                              | Кэтрин Вудс                     |
| 1999      | с   | Парень познаёт мир                    | Boy Meets World                               | Рианнон Лоуренс                 |
| 1999      | с   | Прикосновение ангела                  | Touched by an Angel                           | Лорен Брэдли                    |
| 2000      | ф   | Танец в сентябре                      | Dancing in September                          | Лидия Глисон                    |
| 2000      | с   | Профайлер                             | Profiler                                      | Памела Мартин                   |
| 2000      | с   | Спин-Сити                             | Spin City                                     | Джоан Келвин                    |
| 2000      | с   | Элли Макбил                           | Ally McBeal                                   | Майра Роббинс                   |
| 2001      | с   | Сильное лекарство                     | Strong Medicine                               | Линда Лорен                     |
| 2001      | тф  | Живущая в страхе                      | Living in Fear                                | Ребекка Хаусман                 |
| 2001      | с   | C.S.I.: Место преступления            | CSI: Crime Scene Investigation                | Джулия Фермонт                  |
| 2001      | тф  | —                                     | Bad News Mr. Swanson                          | доктор Нолл                     |
| 2002      | тф  | Иствик                                | Eastwick                                      | Джейн Споффорд                  |
| 2002      | в   | Банк                                  | Bank                                          | американская актриса            |
| 2002—2003 | с   | Король Квинса                         | King of Queens                                | Деби                            |
| 2003      | кор | —                                     | The Wind Effect                               | Молли                           |
| 2003—2004 | с   | Любовь вдовца                         | Everwood                                      | доктор Линда Эбботт             |
| 2004—2012 | с   | Отчаянные домохозяйки                 | Desperate Housewives                          | Бри Ван де Камп / Ходж / Уэстон |
| 2009      | ф   | Просто Пек                            | Just Peck                                     | Шерил Пек                       |
| 2011      | ф   | Плохая мамочка                        | Bringing Up Bobby                             | Мэри                            |
| 2014      | тф  | Толстяк Патрик                        | Fatrick                                       | Арлин                           |
| 2015      | с   | Закон и порядок: Специальный корпус   | Law & Order: Special Victims Unit             | Шармейн Бриггс                  |
| 2015—2017 | с   | Куантико                              | Quantico                                      | Клэр Хаас                       |
| 2016      | мф  | —                                     | All the Way to the Ocean                      | рассказчик                      |
| 2017      | с   | Нед и Стейси                          | Ned and Stacey                                | Дайана Хантли                   |
| 2018—2021 | с   | Молодость и её последствия            | Youth & Consequences                          | директор Коуэр                  |
| 2019      | с   | Так близко                            | This Close                                    | Блайт                           |
| 2019      | с   | —                                     | The Edge of Sleep                             | Трейси                          |
| 2019      | с   | Микстейп                              | Soundtrack                                    | мама Джиджи                     |
| 2019      | тф  | —                                     | Jane the Novela                               | Рената                          |
| 2020      | ф   | —                                     | The Secret of Karma                           | богиня                          |
| 2021      | с   | Ты                                    | You                                           | Джин Пик                        |